# Ignacio Ugartechea
Ignacio Ugartechea (1899-1937) fue un industrial armero español, fundador de una firma de escopetas finas de muy alta calidad. Llegó a ser elegido "armero total".  

## Biografía
Ignacio Ugartechea trabajó en la fábrica de armas creada por su padre hasta que se hizo cargo de la misma. Su testimonio estaba recogido en el programa 'Eibartarren Ahotan', en donde describía las diferentes operaciones para la producción de básculas y la importancia que se le daba a la calidad del producto en Armas Ugartechea. la multitud de talleres armeros de la entonces villa de Éibar, siendo reconocido internacionalmente por la calidad de sus productos. Ugartechea fue el primero en fabricar escopetas superpuestas. La empresa siempre se ha dedicado a la fabricación artesanal de escopetas finas de caza, ademas de rifles y pistolas es heredera de una larga tradición artesanal, la fábrica Ugartechea era autosuficiente, se comenzaba y finalizaba la escopeta, y no necesitaba de talleres auxiliares. Esto quería decir que tenía su propio pavón, cromo, temple, barrena e incluso maquinaria que se fabricaban para otros talleres. Las maderas usadas para culatas y delanteras eran siempre de nogal de alta calidad con terminación al aceite y de mucha tradición a la que actualmente le han sabido ir integrando adecuadamente nuevas tecnologías aplicadas a la producción de sus escopetas y a la vez manteniendo su tradicional toque de exclusividad.
El primer Ignacio llamó a su empresa Casa Ugartechea y se instaló en Bidebarrieta, la primera de las ubicaciones que la empresa ocupaba a medida que crecía y se diversificaba. Después de unos años, se trasladó a San Agustín Kalea, y finalmente a Txonta Kalea, nº26, donde está ubicada actualmente. En sus inicios, la empresa se dedicó a la fabricación de rifles y pistolas. Posteriormente, se centró en la fabricación de escopetas de caza y fue la primera empresa española en fabricar escopetas superpuestas. El cambio en el producto se debió en parte a varios factores diferentes. Después de la Segunda Guerra Mundial, la demanda internacional de escopetas deportivas aumentó, mientras que la demanda de pistolas y rifles disminuyó. En 1943, la firma fabricó su último rifle, un Brenneke del calibre 8x65R, para Francisco Franco, y posteriormente, Armas Ugartechea pasó a ser gestionada por el propio Ignacio. Llegó a ser conocido como uno de los cazadores más destacados de España, estableciendo relaciones con la monarquía y burguesía española de la época, gracias a las innumerables cacerías a las que asistía. A raíz de esa participación en cacerías y dado su espíritu afable y campechano se labró la amistad de muchísimos cazadores.

## Inspiración británica
Ugartechea fabrica armas inspiradas en diseños y patentes de empresas británicas de Londres y Birmingham como Holland & Holland, Westley Richards y Purdey. Cuando la fabricación de escopetas estaba en su apogeo, a finales del siglo XIX, las patentes sólo se concedían durante un período de catorce años. Después de ese período, avances como la media pletina Anson & Deeley se copiaron en todo el mundo. 
Finalmente, Armas Ugartechea sigue siendo un referente nacional en la fabricación de escopetas de caza. La empresa ha sobrevivido a dificultades a lo largo de su historia. Hoy en día, ya no es una empresa de producción en masa. Es sobre todo, una pequeña fábrica que produce armas completamente personalizadas y de una altísima calidad.